# Central Park West (obra de teatro)
Central Park West, traducida al español como Adulterios, es una obra de teatro del dramaturgo estadounidense Woody Allen, estrenada en 1995.

## Argumento
Carol es una mujer de mediana edad que llega azorada a casa de su amiga la psicóloga Phyllis Riggs, quien le ha pedido que viniera urgentemente. Phyllis le confiesa que ha averiguado que su marido le es infiel con otra mujer. Pronto revela conocer que esa mujer es la propia Carol, quien al principio niega la acusación, pero acaba aceptándola. Aparece entonces Howard, marido de Carol y con tendencia al desequilibrio emocional, que sufre un ataque de angustia al descubrir la verdad. Finalmente llega Sam, el marido de Phyllis y amante de Carol, sorprendiendo a todos cuando se revela que tiene una nueva amante: la veinteañera Juliet.

## Representaciones destacadas
Estrenada en el Stamford Center of the Arts de Connecticut en febrero de 1995, en representación conjunta, formando una trilogía llamada Death Defying Acts, con An Interview de David Mamet y Hotline de Elaine May. Un mes después pasó al Variety Arts Theatre de Nueva York. Estuvo dirigida por Michael Blakemore e interpretada por Debra Monk (Phyllis), Linda Lavin (Carol), Paul Guilfoyle (Sam), Gerry Becker (Howrd) y Tari T. Signor (Juliet).
Estrenada en Francia en 2006, como Adultères en el Théâtre de l'Atelier de París, dirigida por Benoît Lavigne e interpretada por Pascale Arbillot, Xavier Gallais y Valérie Karsenti.
En España la obra se tituló Adulterios, en la traducción de Nacho Artime. El montaje fue dirigido por Verónica Forqué e interpretado por María Barranco (Phyllis), Miriam Díaz-Aroca (Carol), Fernando Acaso (Sam), Fermí Herrero (Howard) y Paloma Bloyd (Juliet) en una gira iniciada el 1 de agosto de 2008 en Avilés y que culminó un año más tarde en el Teatro Maravillas, de Madrid.